# でんしゃ通り一丁目
『でんしゃ通り一丁目』（でんしゃどおりいっちょうめ）は、池田邦彦による日本の漫画作品。日本文芸社の『週刊漫画ゴラク』2012年11月にて連載が開始され、2015年1月に連載終了。他に別冊漫画ゴラク「酒楽」および漫画ゴラクスペシャルにも掲載されている。明確な形で完結していないが、単行本2巻の作者の前書きで、ネタはあるがとりあえず一区切りつける旨が書かれている。
昭和30年代、まだ都内のあちこちに都電が走っていたころの東京23区が舞台の1話8ページのショートストーリー。田舎から上京した少女と都電の車掌との古き良きほのぼのした恋物語を描いている。

## 登場人物
毎回登場するのは、ノン子と正義の二人。

### 主要人物
田口則子（たぐち のりこ）
本作の主人公で、17歳の少女。通称「ノン子」。福島から、東京の下町にある叔父が経営する質店で、行儀見習いを兼ねて住み込みで働くことになり上京する。
上京早々、上野駅で悪質な白タクに引っかかり、母親から貰った大切な千円を取られそうになるが、車が止まった場所が路面電車の軌道で、間一髪のところで通りかかった都電に助けられ、その際に乗車していた車掌の正義に優しくされたことで淡い恋心を抱くようになる。その後、鈍感な正義にヤキモキしながらも、交際するようになり順調に恋を育んでいる。
自分が福島から上京したばかりのころ、困っていたところを助けられたことから、困っている人をみるとつい世話を焼いてしまうが、時にそれが暴走ぎみになってしまう。
恐怖映画を見ると、「プギャー！」と変な悲鳴をあげてしまい、回りを爆笑させてしまうのだが、本人はそのことに気づかず、正義と映画を観に行った時にそのことを指摘され、爆笑の理由が自分の悲鳴であることを知る。
野村正義（のむら まさよし）
都電の車掌で、23系統・24系統・30系統を担当している。ノン子が悪質な白タクとトラブルを起こしていたさい、偶然勤務していた電車が通りかかり、困っていたノン子に優しく声をかけ、電車に乗せたことで、ノン子から想いを寄せられ、その後交際するようになる。
優しい性格で、他人の恋愛に対しては感がはたらくが、自身の恋愛については鈍感で、ノン子から想いを寄せられていることに中々気づかなかったが、徐々にその想いを受け入れ相思相愛になっていく。

### その他
ノン子の叔父夫婦
東京の下町で質屋を営む。ノン子が行儀見習いをするために二人の手伝いをしている。
ノン子の実家には両親と弟がいる。幼いころ、父が酒を飲むと戦争の話ばかりされるのが悩みであった。
宍倉（ししくら）
正義と一緒に乗務することが多い都電の運転士。強面だが慕われている。
戦時中から昭和30年代前半まで米国車の円タクと路上でやりあったことがある。他にもPCCカーで137キロを出したなどという武勇伝をもっている。
幼馴染がバー（店名は「波止場」）を経営、その友人はボトルシップを趣味にしている。宍倉はノン子と正義をその店に連れて来たことがある。
藤岡（ふじおか）
都電の運転士。
戦後、（靴磨きの仕事がしたいばかりに布を確保するため）電車の座席から布を切ろうとした少年を捕まえたが、可哀そうに思い家に連れて飯を食べさせたことがある。その少年は藤岡に恩義を感じて、婚約者を伴い彼に会いに来た。
渡辺一郎（わたなべ いちろう）
正義の友人。東京大学の大学院で数論の研究をしている。
通りがかりの外国人に発酵食品缶詰の遺失物のことについて話しかけられ、正義たちに助けを求めた。
八木（やぎ）
都電の運転士。古本蒐集家にも拘らず、楽しみにしていた神田神保町「古本まつり」に（電車増発のため）行けなくなり、苦り切っていた。
偶然、（同じく臨時出勤で）相棒を務めた正義と、正義と一緒にいたいがために（乗客として）便乗したノン子に怒鳴ってしまったが、3人の古本仲間が乗ってくるうちに、自分が3人の知らない秘密を持っていることを実感して、機嫌を直した。
亀山光男（かめやま みつお）
買ったばかりのカメラをなくして、ノン子と共に探すが見つからなかった（カメラは彼が寄っていた郵便局の人が見つけて家に届けてくれた）が、ノン子がいたおかげで落ち着けた。
トシオ
戦時中、一時的に東京から福島に疎開、ノン子の隣に住んでいた。
父が電気技師で、会社を経営。彼がそれをついで電気自動車の開発も引き継ぎ、バッテリーの売り込みを正義の職場に持ち込むが、トロリーバスにはエンジンが積んであるので、彼の持ち込みは失敗に終わった。
トシオがノン子にいたずらが過ぎるので、ノン子に肥溜めに落とされたことがある。

## 書誌情報
- 池田邦彦 『でんしゃ通り一丁目』 日本文芸社〈ニチブンコミックス〉、全2巻
  1. 2014年2月28日発売 ISBN 978-4-537-13139-0
  2. 2015年4月27日発売 ISBN 978-4-537-13280-9